# Andrzej Malarewicz
Andrzej Malarewicz (ur. 1940, zm. 1 stycznia 2019) – polski ginekolog, prof. zw. dr hab. n. med.

## Życiorys
W 1965 ukończył studia na Wydziale Lekarskim Akademii Medycznej w Białymstoku. Zatrudnił się w Instytucie Pielęgniarstwa i Położnictwa Wydziału Lekarskiego i Nauk o Zdrowiu Akademii Świętokrzyskiej im. Jana Kochanowskiego w Kielcach.  Uzyskał stopień doktora habilitowanego, a 17 kwietnia 1992 tytuł naukowy profesora zwyczajnego nauk medycznych.  W 2003 został ordynatorem oddziału ginekologicznego i położniczego. Był recenzentem 12 prac doktorskich oraz promotorem kolejnych 9 prac doktorskich.
Zmarł 1 stycznia 2019.

## Wybrane publikacje
- 2005: Diagnostyka, profilaktyka i wczesne wykrywanie raka szyjki macicy. Rekomendacje Polskiego Towarzystwa Ginekologicznego i Polskiego Towarzystwa Patologów[3]
- 2006: Rekomendacje Polskiego Towarzystwa Ginekologicznego dotyczące diagnostyki, profilaktyki i wczesnego wykrywania raka szyjki macicy[3]
- 2006: Diagnostyka, profilaktyka i wczesne wykrywanie raka szyjki macicy. Rekomendacje Polskiego Towarzystwa Ginekologicznego i Polskiego Towarzystwa Patologów[3]
- 2009: Postępowanie w przypadku stwierdzenia śródnabłonkowej neoplazji i raka gruczołowego in situ szyjki macicy. : Rekomendacje Polskiego Towarzystwa Ginekologicznego, Polskiego Towarzystwa Patologów i Centralnego Ośrodka Koordynującego Populacyjny Program Profilaktyki i Wczesnego Wykrywania Raka Szyjki Macicy[3]